# إبراهيم أل حسين
إبراهيم أل حسين هو سباح سوري، ولد في 23 سبتمبر 1988 في سوريا.